# عزیز (فیلم ۲۰۰۷)
عزیز یا عزیزم (به انگلیسی: Darling) فیلمی هندی محصول سال ۲۰۰۷ و به کارگردانی رام گوپال وارما است. در این فیلم بازیگرانی همچون فردین خان، ایشا دئول، ایشا کوپیکار، ذاکر حسین، اوپندرا لیمایه، کوتا سرینیواسا راو و پریانکا کوتاری ایفای نقش کرده‌اند.